# Alticus monochrus
Alticus monochrus är en fiskart som beskrevs av Bleeker, 1869. Alticus monochrus ingår i släktet Alticus och familjen Blenniidae. Inga underarter finns listade i Catalogue of Life.